# Nyctemera insulare
Nyctemera insulare là một loài bướm đêm thuộc phân họ Arctiinae, họ Erebidae.